# 天主教亞眠教區
天主教亞眠教區（拉丁語：Dioecesis Ambianensis）是法國一個羅馬天主教教區。屬蘭斯總教區。
教區位於索姆省。2012年有教友503,200人，佔轄區總人口85.8%。教區下轄四十九個堂區，有八十八名司鐸。現任教區主教為奧利維爾·克勞德·斐理伯·馬利·勒伯涅。
教區成立於3世紀末，首任主教為聖菲爾米諾。